# Saint-Mathurin
 Saint-Mathurin  es una población y comuna francesa, en la región de Países del Loira, departamento de Vendée, en el distrito de Les Sables-d'Olonne y cantón de La Mothe-Achard.

## Demografía
| 811 | 783 | 756 | 1075 | 1137 | 1256 |
| Para los censos de 1962 a 1999 la población legal corresponde a la población sin duplicidades (Fuente: INSEE [Consultar]) |     |     |      |      |      |